# Лејк Озарк (Мисури)
Лејк Озарк (енгл. Lake Ozark) град је у америчкој савезној држави Мисури.

## Демографија
По попису из 2010. године број становника је 1.586, што је 97 (6,5%) становника више него 2000. године.
| Група             | 2000.         | 2010.         |
| Белци             | 1.412 (94,8%) | 1.518 (95,7%) |
| Афроамериканци    | 6 (0,4%)      | 3 (0,2%)      |
| Азијати           | 7 (0,5%)      | 13 (0,8%)     |
| Хиспаноамериканци | 32 (2,1%)     | 19 (1,2%)     |
| Укупно            | 1.489         | 1.586         |